# Холь, Петтер
Петтер Холь (норв. Petter Hol; 19 марта 1883 или 9 марта 1883, Кристиания — 22 июня 1981, Виннипег) — норвежский гимнаст, призёр летних Олимпийских игр.
Сначала Холь вместе со своей командой победил на неофициальных Олимпийских играх 1906 года в Афинах, однако полученные на соревнованиях награды не признаются Международным олимпийским комитетом, так как Игры прошли без его согласия.
На Играх 1908 года в Лондоне Холь участвовал в командном первенстве, в котором его сборная заняла второе место. Он также соревновался в индивидуальном соревновании, но его точное место и результат неизвестны.
Через четыре года он выступал за норвежскую сборную на Олимпиаде 1912 года в Стокгольме. В соревновании по шведской системе его команда заняла третье место.
На своей очередной Олимпиаде 1920 года в Антверпене Холь, входя в национальную сборную, участвовал в командном первенстве в произвольной системе. В этом соревновании Норвегия заняла второе место.